# 헹스위킷

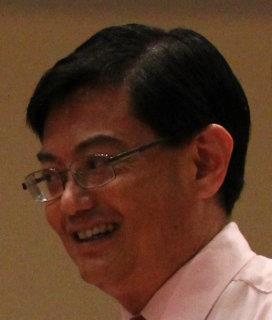

헹스위킷(영어: Heng Swee Keat, 중국어: 王瑞杰, 1961년 11월 1일 ~ )은 싱가포르의 정치인이다. 여당 인민행동당 소속으로, 2015년 이래 재무장관을, 2019년 이래 부총리이며, 2018년 이래 리셴룽 싱가포르 총리 및 인민행동당 사무총장 밑에서 제1사무부총장을 지내고 있는 중이다. 일전에는 2011년 5월부터 2015년 9월까지 교육부 장관을 역임한 바 있다. 2011년 총선에서 탬피니즈 집선거구의 국회의원으로 당선되었으며, 현재 인민행동당 제1사무부총장으로서 리셴룽의 유력한 후임 총리로 거론되고 있다. 2019년 5월 1일 싱가포르의 제12대 부총리가 되었다. 이로서 34년 만에 단일 부총리가 되었는데, 1985년부터 2019년까지 부총리는 2명이 공동으로 맡는 직책이었다.
국회의원 당선 이전에는 싱가포르 통화청(MAS)의 상무이사(2005-2011)로 일한 바 있다.